# Pauli Nevala
Pauli Lauri Nevala, född 30 november 1940 i Pojo, Nyland, död 20 juni 2025, var en finländsk spjutkastare och OS-vinnare från Östermark i Österbotten.
Han vann guld i OS i Tokyo 1964 med ett kast på 82,66 m.
Vid kvaltävlingen i OS i Mexico City 1968 kastade han över 80 meter men kastet underkändes på grund av platt nedslag. 1969 kastade Nevala i Östermark 91,40 m och vann silver vid EM i Aten samma år med resultatet 89,59 m.
Följande år, 1970, var både Nevala och kollegan Jorma Kinnunen i toppform och presterade många kast av världsklass. Nevala kastade flera gånger över 90 meter och i landskampen mot Sverige satte han personligt rekord med ett kast på 92,64, bara 6 cm från Kinnunens världsrekord. 
Nevala skadade axeln vid en tävling i Elfenbenskusten i april 1971 och hans karriär var därmed slut. 
Nevala var känd som en originell personlighet med bestämda åsikter. Han har medgett att han använde anabola steroider, men dessa förbjöds först år 1975.